# سیمرغ بلورین بهترین فیلم‌نامه اقتباسی جشنواره فیلم فجر
سیمرغ بلورین بهترین فیلمنامه اقتباسی یکی از جوایزی است که در جشنوارهٔ فیلم فجر به فیلمنامه‌های اقتباسی اهدا می‌شود. در برخی سال‌ها، این سیمرغ به هیچ فیلمی اهدا نشده‌است.

## برندگان
- سی و نهمین جشنواره فیلم فجر: محمد داوودی و محسن قرائی برای فیلم بی‌همه‌چیز
- سی‌امین دورهٔ جشنوارهٔ جهانی فیلم فجر: علی مصفا برای فیلمنامه فیلم پله آخر (۱۳۹۰)[۲]
- مصطفی رستگاری سیمرغ بلورین فیلمنامه اقتباسی برای چهل‌سالگی (۱۳۸۸)